# Babànides
Babànides fou el nom d'una dinastia kurda de Pijdar, d'obscur origen que es va donar a conèixer al segle xvii sota Ahmad al-Fakih el fill del qual va esdevenir poderós a la regió de Shahrazur, on el net fou més fot encara. El seu domini tenia per capital a Kara Čolan que va restar el seu centre fins a la fundació de Sulaymaniyya el 1783.
Sulayman Beg fou reconegut en certa manera pel sultà otomà i va transmetre al seu fill el rang de príncep. Sota el besnet Bakr Beg al començament del segle xviii es va estendre el domini babànida a la regió del baix Zab i fins al Shirwan o Diyala.
Bakr Beg fou enderrocat violentament pels otomans que van restaurar el seu domini encara que els babànides van conservar el poder local. Khana Pasha va poder ajudar el wali de Bagdad en la guerra contra Pèrsia (1723-1747). Sota Sulayman Pasha (meitat del segle xviii) l'estat abraçava el sandjak de Kei, Khanikin i bona part de la Pèrsia occidental. Abd al-Rahman Pasha (que va regnar amb algunes interrupcions del 1789 al 1812) fou el més gran príncep, però enfrontat al perill de ser zona de frontera i a les rivalitat de cosins i germans; el seu territori fou ocupat més d'una vegada per otomans i perses.
El 1823 es va signar un acord fronterers entre Turquia i Pèrsia ratificat per un altre el 1847. Les rivalitats entre els fills d'Abd al-Rahman van donar facilitats a Turquia per annexionar el territori el 1850. El darrer príncep va haver d'abandonar Sulaymaniyya; la família encara existeix.